# 科恩森特 (伊利諾伊州)
科恩森特（英語：Coyne Center）是位於美國伊利諾伊州羅克艾蘭縣的一個人口普查指定地區。

## 地理
科恩森特的座標為41°24′28″N 90°33′51″W / 41.40778°N 90.56417°W，而該地最高點為海拔高度228米（即748英尺）。

## 人口
根據2010年美國人口普查的數據，科恩森特的面積為5.00平方千米，當中陸地面積為5.00平方千米，而水域面積為0.00平方千米。當地共有人口827人，而人口密度為每平方千米165.4人。